# Queen Omega
Queen Omega (właśc. Jeneile Osborne) (ur. 1984 roku w San Fernando) – trynidadzka piosenkarka reggae.

## Życiorys
Jeneile Osborne urodziła się w San Fernando w Trynidadzie i Tobago. Po śpiewaniu w zespołach calypso i soca zainteresowała się reggae i zaczęła grać w stylu roots reggae. Następnie przeniosła się do Wielkiej Brytanii, gdzie rozpoczęła nagrywanie w 2000 roku, wydając debiutancki album w 2001 roku. Jej drugi album, Pure Love, został wydany w 2003 roku. w 2004 roku wystąpiła na festiwalu Rebel Salute. Trzeci album, Away From Babylon, został wydany w 2004 roku, a następny, Destiny, w roku 2005. W 2008 roku wystąpiła na wielu festiwalach reggae w Ameryce Północnej, w tym Northwest World Music w mieście Eugene. W 2009 roku koncertowała w Brazylii i Francji. W 2010 roku nagrała z Jah Sun minialbum na jego płycie Gravity i koncertowała z Marcią Griffiths. 

## Twórczość

### Albumy
- Queen Omega (2002)
- Pure Love (2003)
- Away From Babylon (2004)
- Destiny (2005)
- Servant Of Jah Army (2008)
- Together We Aspire, Together We Achieve (2012)